# Уайтхед, Джон
Джон Уайтхед (John Whitehead, 30 июня 1860 или 1860[…], Масуэлл Хилл, Мидлсекс — 2 июня 1899 или 1899[…], Хайнань) — английский исследователь, натуралист и профессиональный коллекционер образцов птиц.
Из-за болезни лёгких Уайтхед должен был провести зиму 1882—1883 года на Корсике. Там он начал собирать все виды животных и обнаружил новый вид. С 1885 по 1888 год Уайтхед путешествовал по Юго-Восточной Азии и посетил Малакку, Северный Борнео, Ява и Палаван, где собрал целый ряд новых для науки видов животных, в том числе большого зелёного рогоклюва (Calyptomena whiteheadi). По возвращении на родину он описал свои впечатления в книге. С 1893 по 1896 год он исследовал Филиппины, где снова собрал много новых видов, в том числе филиппинского орла, названного им Pithecophaga jefferyi в память о своём отце Джеффри Уайтхеде.
Уайтхед намеревался вернуться на Филиппины в 1899 году, но был вынужден изменить свои планы из-за испано-американской войны. Вместо этого он отправился на остров Хайнань, где и умер от малярии.
В честь Уайтхеда названы многие виды животных, например, азиатский трогон Уайтхеда (Harpactes whiteheadi), гладконос Уайтхеда (Kerivoula whiteheadi), крошечная белка Уайтхеда (Exilisciurus whiteheadi), корсиканский поползень (Sitta whiteheadi), лузонская полосатая крыса (Chrotomys whiteheadi) и другие.